# ファインディング・ドリー
『ファインディング・ドリー』（原題：Finding Dory）は、2016年公開のアメリカのコンピュータアニメーション・冒険ファンタジー映画。2003年公開の『ファインディング・ニモ』の続編である。同時上映作品は『ひな鳥の冒険』。

## 概要
アメリカ（MPAA）では前作『ファインディング・ニモ』はG指定だったが、今作ではPG（子供の鑑賞には、保護者の指導を推奨）に指定された。

## キャッチコピー
- ドリーの秘密は、《人間の世界》に隠されていた。（ポスター・予告編）

- 【会いたい気持ち】が奇跡を起こす‼︎（MovieNEX）

## あらすじ
前作の冒険から1年後、ドリーはマーリン・ニモ親子と共に生活していた。ある日、ドリーはニモと共に学校の遠足へ行くが、そこで不注意により激流に飲まれ、気を失ってしまう。他の生徒に囲まれて目を覚ますと、過去にも似たような経験があったことを思い出す――「激流には近付いてはいけない」と言われていたこと、そしてそれを自分に教えてくれたのは両親だということ。ドリーは幼少期、何らかの理由で両親とはぐれ、次第に誰を探しているかも忘れながら彷徨っている内に成長し、マーリンと出会っていたのだ。改めて両親を探すことを決心したドリーは、唯一覚えていた「カリフォルニア・モロベイの宝石」という言葉を手掛かりに、マーリン・ニモ親子と共に両親を探す旅に出る。
マーリンの知り合いであるウミガメのクラッシュの協力で、グレートバリアリーフからモロベイに着いた3匹だったが、途中でダイオウイカに襲われ、ニモが怪我をしたかもしれないという。助けを求めるべくドリーが水面へ上がると、人間に捕まり、海洋生物研究所の隔離棟に連れて行かれてしまう。そこでタグを付けられたドリーは、そばにいたミズダコのハンクに話を聞く。彼の話で「カリフォルニア・モロベイの宝石」とは、まさしく自分が育った海洋生物研究所があるこの場所のことだということが分る。そして、研究所の生き物は適切な処置を受けていずれ自然へ還されるが、クリーヴランドの水族館に送られるものにはタグが付けられるという。そしてその出発は翌朝。ハンクは自然界にいい思い出がないため、水族館に送られて隠居することを望んでおり、彼女のタグと引き換えに、家族の元へ連れて行くことにする。
道中ドリーは、自分のことを覚えているというジンベエザメのデスティニーと隣の水槽に暮らすシロイルカのベイリーに会い、自分の家はオープン・オーシャンという展示水槽にあることを教えてもらう。ドリーとハンクはベビーカーに乗ってオープン・オーシャンを目指していたが、途中、口論になったあげく、誤ってタッチ・プールに迷い込み、魚達を容赦なく弄る人間の子供達の手に追い詰められるが、ハンクの墨に驚いた子供達が逃げ去ったため、何とか助かった。やっとの思いでオープン・オーシャンに到着したドリーは、ハンクにタグを渡してオープン・オーシャンの水槽に入り、ハンクは隔離棟へ戻って行く。水底に並べられた貝殻を見たドリーは、それが家への道しるべとして両親が置いてくれたものであることを思い出し、遂に実家にたどり着く。しかしそこはもぬけの殻で、そばにあった紫色の貝殻とパイプへとつながる激流を見たドリーは再び過去を思い出す――幼少期、自身の将来を案じる母を見たドリーは、慰めに母が好きだった紫色の貝殻を拾おうとしてパイプに吸い込まれ、両親とはぐれてしまっていた。ナンヨウハギは全て隔離棟に移されており、翌朝クリーヴランドに運ばれること聞いたドリーは、パイプを通って再び隔離棟へ向かう。
ドリーがパイプの中を進んでいると、試行錯誤の末館内に入ったマーリン親子と再会する。隔離棟に着いたドリーはハンクの助けを借りてナンヨウハギの水槽に入り、困惑の中温かく受け入れられるが、他のナンヨウハギはドリーの両親の現在について言葉を濁す。実は随分前にドリーを追って隔離棟へ行ったが戻ってこなかったという。マーリンが彼らは亡くなったのだろうと告げると、ドリーは動揺する。ハンクがタグのない3匹を水槽から出そうとしたところで職員に見つかってしまい、その拍子にドリーは海につながるパイプへ転落、マーリン・ニモ親子は水槽に取り残され、トラックに載せられてしまう。
絶望に浸るドリーが海底で慌てふためいていると、貝殻が並んでいるのを見つける。それを辿って誰かの家にたどり着くが、そこからは何方向にも貝殻が並べられていた。そこへやってきたのは、両ビレに貝殻を持ったドリーの父・チャーリーと、母・ジェニーだった。遂に両親との再会を果たしたドリーは、最後にマーリン・ニモ親子を助けようと研究所へ戻るが、ちょうどトラックが出発するところであった。両親を連れてデスティニーとベイリーと共にダメ元でトラックを追うが、ドリーは道路橋の袂に集うラッコ達の協力で車の流れを止めることに成功する。トラックに乗り込んだドリーはマーリン・ニモ親子に会って話をするも、今度はドリーだけがトラックに取り残される。トラックからの脱出を試みたドリーは、ナンヨウハギに擬態してトラックに乗っていたハンクと共に荷台から脱出し、トラックを乗っ取り、ハンクの運転で研究所へ戻ることにする。ドリーの道案内によりラッコがいた橋まであと一歩と迫るが、既に警察がパトカーでバリケードを作っていた。行き詰まったドリーはハンクにトラックごと海へ突っ込むよう指示し、荷台の魚も含め、海へ戻ることができた。ドリーは両親にマーリン・ニモ親子を改めて紹介する。
ドリーは両親、デスティニー、ベイリー、そしてハンクも連れてグレートバリアリーフに帰り、新しい仲間と共に日々の暮らしを送る。ある時、マーリンはドリーが一人でドロップオフへ行くのを見かけ、心配してこっそり後をついて行くが、ドリーはそれに気付いていた。二人で延々と続く海中を眺めながら、ドリーはこの景色を「ずっと忘れない」と呟くのだった。
エンドロール後、前作でビニール袋ごと水槽から逃げ出した魚たち（タンク・ギャング）がはるばるカリフォルニアへ到達し、海洋生物研究所の職員に回収されるところで映画は幕を閉じる。

## 登場キャラクター

### 主要キャラクター
ドリー (Dory)
ナンヨウハギの雌。この物語の主人公。
能天気な性格と重度の健忘症持ちでトラブルメーカーでもあるが、周りを見て行動するところがあり、自分とは種が違う人間の言葉やクジラ語を理解出来るほど知能が高い。今回は彼女が生き別れた両親と再会を果たすために再び冒険に出る。今作で彼女がよく口ずさむ歌や人間の言葉やクジラ語が理解できる（人語での会話は無理だが、クジラ語については会話することも可能）ようになったきっかけや、さらに前作での本来の目的やマーリンとの出会いも明かされた。
本作では前作に登場しなかったベビー・ドリー（幼少期のドリー）も登場しており、目が大きいことが特徴で特技は歌を歌うこととされている。
普段はマーリン親子の隣近所に住んでいる。前作ではマーリンのことを名前で呼んでいなかったが、今作では呼ぶようになっている。また、前作ではニモの名前を間違うことも多かったが、今作ではちゃんと「ニモ」と呼んでいる。
マーリン (Marlin)
カクレクマノミの雄。ニモの父親。
前作の冒険以降、無茶なことは極力避けるようになり、当初はドリーの両親を探す旅にも消極的だった。相変わらず心配症でそのため、厄介事に巻き込まれたくないが為に他人の話をまともに聞こうとしないで決め付け、余計な事態を招いてしまうなど自らトラブルメーカーになることもしばしば。
ニモ (Nemo)
マーリンの息子で、人間で言うと7歳くらい。生まれつき片方のヒレが小さいせいで上手く泳げないが、前作ではマーリンとニモは「幸運のヒレ」と呼んでいた。
ドリーの一番の理解者かつ親友であり、彼女が何かすぐに忘れても欠かさずフォローしている。今作ではドリーの両親を探す冒険に積極的に協力している。少々ヒステリック気味の父親を優しく論ずる場面もあるが一方でドリーが捕まった原因を作ったマーリンにキツいことも言うこともある。

### 海洋研究所の住人達
ハンク (Hank)
ミズダコの雄。本来8本あるはずの脚が7本しかない。その事故以来、子供が苦手になった。
海にいた頃はろくな思い出が無かったため、クリーヴランドへ行き、水槽の中で落ち着きたいと思っている。
研究所にて保護されたドリーと出会い、目的の場所についたらドリーにつけられたクリーヴランド行きのタグを貰うという条件で両親の捜索を手伝わされる羽目になる。
周りの環境に合わせて体の色を変えるという能力を持っている。
また、初期設定ではホットソースが大好物で、これを元にした未公開エピソードもあったがカットされた。
デスティニー (Destiny)
ジンベエザメの雌。水族館の水槽に住んでいる。
近視を患っており、よく水槽の壁にぶつかっている。ドリーとは子供の頃に水槽のパイプ越しに交流していたことがあり、ドリーに会った際に、「私のこと覚えてる？」と声をかける。
ベイリー (Bailey)
シロイルカの雄。デスティニーの隣の水槽に住んでいる。
頭をぶつけた影響で“世界最高のメガネ”と呼ばれるエコロケーションが使えなくなったと思い込んでいる。
真っ白な身体と大きな頭がトレードマーク。
チャーリー&ジェニー (Charlie & Jenny)
ナンヨウハギの夫婦。ドリーの両親である。一人娘であるドリーを愛し大切に育てるもはぐれてしまい、その後彼女の帰りを待って海に貝殻を並べ続ける。
フルーク&ラダー (Fluke & Rudder)
岩の上で昼寝をするのが大好きなカリフォルニアアシカの雄のコンビ。大きくて黒い方がフルークで小さくて茶色い方がラダー。基本的には親切な性格だが、ジェラルドには辛く当たっている。
ジェラルド (Gerald)
太い繋がり眉毛が特徴のカリフォルニアアシカの雄。よくフルーク&ラダーが昼寝している岩の上に乗ろうとしては追い払われる。
ベッキー (Becky)
フルーク&ラダーと仲良しのアビの雌。普段から何も考えていないので、肝心なところで役に立たない。マーリンとポップコーンが大好き。
ラッコたち (Sea Otters)
海洋生物研究所及び施設近くの海に住むラッコの群れ。ニモとマーリンを乗せたトラックを止める際に、ドリーに協力する。
おしゃべりシャコガイ
おしゃべりなシャコガイの雄。ドリーを探していたマーリンとニモに声を掛け、自身の過去を語る。
マンボウのチャーリー
オープンオーシャンに住むマンボウの雄。
ビル (Bill)
オープンオーシャンに住むカニの雄。ナンヨウハギの居場所をドリーに教える。

### 海の住人達
スタン (Stan)
幼いドリーが迷子になっているのを発見し、妻と共に声を掛けるケルプバスの雄。
マンボウ (Sunfish)
幼いドリーが助けを求めて声を掛けるマンボウの雄。
ダイオウイカ (Giant Squid)
前作のチョウチンアンコウに当たる生物で、ホタルイカのように体が発光する。沈没したコンテナ船を住処としており、周りに生息するヤドカリ達からは恐れられている。マーリンとニモ、ドリーを襲うが、コンテナに身体が突っかかり身動きが取れなくなりつつもニモを食べようとしたが、反動で跳ね返ったコンテナにより身動きが取れなくなる。エンディングでにも登場し、ハンクに墨をかけられ逃げられた。

### 人間達
八代亜紀 (Sigourney Weaver)
海洋生物研究所のアナウンス担当者。声のみの登場で、姿は確認できない。
ピクサー映画史上初のカメオ出演。オリジナル版では、シガニー・ウィーバーが務める。
カール (Carl)
海洋生物研究所の職員。クリーヴランドの水族館に魚達を運ぶ際にトラックを運転する。
声を演じたのは前作ニモ役のアレクサンダー・グールド(日本語吹き替え版では宮谷恵多)である。
デイジー
海洋生物研究所の職員。カールと共にクリーヴランドの水族館に魚達を運ぶ。
アビー
海洋生物研究所の職員。ラッコ担当者。

## 用語
- 海洋生物研究所 - “カリフォルニア・モロベイの宝石“と呼ばれる魚の病院。治した魚は海に帰すか、クリーヴランドの水族館に送っている。
- オープンオーシャン - 海洋生物研究所にある巨大な展示水槽。ドリーの故郷でもある。
- 隔離所 - 海洋生物研究所の病気の魚が連れて行かれる場所。薄暗く、魚を入れたタンクが多数ある。

## キャスト
| 役名                           | 英語版                       | 日本語吹替                                                                              | 備考                                   |
| ------------------------------ | ---------------------------- | --------------------------------------------------------------------------------------- | -------------------------------------- |
| ドリー                         | エレン・デジェネレス         | 室井滋                                                                                  | ナンヨウハギ                           |
| ドリー（幼少期）               | スローン・ミュレー           | 青山らら                                                                                | クレジット名は「ベビー・ドリー」       |
| ドリー（10歳頃）               | ルシア・ゲッディス           | 野呂真愛                                                                                | クレジット名は「10歳前後のドリー」     |
| マーリン                       | アルバート・ブルックス       | 木梨憲武                                                                                | カクレクマノミ                         |
| ニモ                           | ヘイデン・ローレンス         | 菊地慶                                                                                  | カクレクマノミ（マーリンの息子）       |
| ハンク                         | エド・オニール               | 上川隆也                                                                                | ミズダコ                               |
| デスティニー                   | ケイトリン・オルソン         | 中村アン                                                                                | ジンベエザメ                           |
| ベイリー                       | タイ・バーレル               | 多田野曜平                                                                              | シロイルカ                             |
| チャーリー                     | ユージン・レヴィ             | 牛山茂                                                                                  | ナンヨウハギ（ドリーの父）             |
| ジェニー                       | ダイアン・キートン           | 高島雅羅                                                                                | ナンヨウハギ（ドリーの母）             |
| フルーク                       | イドリス・エルバ             | 玄田哲章                                                                                | カリフォルニアアシカ                   |
| ラダー                         | ドミニク・ウェスト           | チョー                                                                                  | カリフォルニアアシカ                   |
| ジェラルド                     | トービン・ザ・ブーロック     | 原語版流用                                                                              | カリフォルニアアシカ                   |
| ベッキー                       | トービン・ザ・ブーロック     | 原語版流用                                                                              | アビ                                   |
| 海洋生物研究所館内放送スタッフ | シガニー・ウィーバー         | 八代亜紀                                                                                | 本人役                                 |
| エイ先生                       | ボブ・ピーターソン           | 赤坂泰彦                                                                                | マダラトビエイ                         |
| クラッシュ                     | アンドリュー・スタントン     | 小山力也                                                                                | アオウミガメ                           |
| スクワート                     | ベネット・ダンマン           | 大河原爽介                                                                              | アオウミガメ（クラッシュの息子）       |
| スタン                         | ビル・ヘイダー               | 西村太佑                                                                                | ケルプバス                             |
| スタンの妻                     | ケイト・マッキンノン         | 名越志保                                                                                | ケルプバス                             |
| おしゃべりシャコガイ           | アンドリュー・スタントン     | 古今亭菊之丞                                                                            | シャコガイ                             |
| マンボウのチャーリー           | アンガス・マクレーン         | 柴田将平                                                                                | マンボウ                               |
| ビル                           | ジョン・ラッツェン・バーガー | 立木文彦                                                                                | カニ                                   |
| カール                         | アレクサンダー・グールド     | 宮谷恵多                                                                                | トラック運転手                         |
| チキンフィッシュ               | キャサリン・リングゴールド   | 京井幸                                                                                  |                                        |
| マンボウ                       |                              | さかなクン                                                                              | マンボウ                               |
| ギル                           | ウィレム・デフォー           | 山路和弘                                                                                | ツノダシ（タンク・ギャング、以下同じ） |
| ガーグル                       | オースティン・ペンドルトン   | 津田寛治                                                                                | ロイヤル・グランマ                     |
| デブ／フロー                   | ヴィッキー・ルイス           | 合田絵利                                                                                | ヨスジリュウキュウスズメダイ           |
| ピーチ                         | アリソン・ジャニー           | 定岡小百合                                                                              | ヒトデ                                 |
| バブルス                       | スティーヴン・ルート         | 清水明彦                                                                                | キイロハギ                             |
| ブロート                       | ブラッド・ギャレット         | 乃村健次                                                                                | ハリセンボン                           |
| ジャック                       | ジェローム・ランフト         | 斎藤志郎                                                                                | アカシマシラヒゲエビ                   |
| デビー                         |                              | 愛河里花子                                                                              |                                        |
| シンディ                       |                              | 伊藤美紀                                                                                |                                        |
| アレックス                     |                              | 後藤ヒロキ                                                                              |                                        |
| デイジー                       |                              | 杉浦慶子                                                                                |                                        |
| アンガス                       |                              | 宮本崇弘                                                                                |                                        |
| ナンヨウハギ2                  |                              | 宮崎敦吉                                                                                |                                        |
| ナンヨウハギ1                  |                              | 吉田健司                                                                                |                                        |
| イワシ                         |                              | 小林親弘                                                                                |                                        |
| アビー                         |                              | 白石晴香                                                                                |                                        |
| 病気の魚                       |                              | あべそういち                                                                            |                                        |
| リンジー                       |                              | 伊沢磨紀                                                                                |                                        |
| ベン                           |                              | 益山武明                                                                                |                                        |
| 母親                           |                              | 大津愛理                                                                                |                                        |
| 黄色の魚3                      |                              | 平修                                                                                    |                                        |
| アーチャー                     |                              | 島田岳洋                                                                                |                                        |
| ハッチ                         |                              | 山崎智史                                                                                |                                        |
| 子ガメ1                        |                              | 太田梨香子                                                                              |                                        |
| ジンジャー                     |                              | 東るい                                                                                  |                                        |
| カニ(ビルの妻)                 |                              | 杉村透海                                                                                |                                        |
| フィーピー                     |                              | 山直礼美                                                                                |                                        |
| バーナテッド                   |                              | 渡辺紗良                                                                                |                                        |
| こどもA                        |                              | 入江環太                                                                                |                                        |
| こどもC                        |                              | 三好光                                                                                  |                                        |
| エイたち                       |                              | 原田真純 内田ゆう 島津綾乃 大木理紗 安西康高 中野翔太 大滝秀則 立花敏弘 宮本聡之 石塚勇 |                                        |
| ヤドカリ1                      |                              | 斎藤久美子                                                                              |                                        |
| ウニ1                          |                              | 児玉育則                                                                                |                                        |
| ナマコ2                        |                              | 大松しんじ                                                                              |                                        |
| ゴカイ2                        |                              | 木村愛里                                                                                |                                        |
| 黄色い魚1                      |                              | 恩田千佐子                                                                              |                                        |
| 見知らぬ魚2                    |                              | 斎藤真美                                                                                |                                        |
| マカジキ                       |                              | 田中雅美                                                                                |                                        |
| ヒトデ3                        |                              | 渡辺裕太                                                                                |                                        |

## スタッフ
- 監督：アンドリュー・スタントン、アンガス・マクレーン
- 脚本：アンドリュー・スタントン
- 製作：リンジー・コリンズ
- 製作総指揮：ジョン・ラセター
- 音楽：トーマス・ニューマン

### 日本語吹替え版スタッフ
- 翻訳：佐藤恵子
- 翻訳監修：ジェームズ・ハバート
- 演出：木村絵里子
- 海洋生物監修：さかなクン
- 音楽演出：市之瀬洋一
- 日本語版制作：東北新社

## 製作
海洋生物研究所でアナウンス役は、劇中でアフレコする本人の名前をそれぞれ名乗っており、各国の著名人が同役を務める。
ドキュメンタリー映画『ブラックフィッシュ』を見たピクサーの重役は、本作の設定を変更すると決定した。この決定は、『ブラックフィッシュ』の中で「知的な巨大生物を水槽に監禁しておくことが問題」とシーワールドに対して批判がなされていたことを踏まえたものである。本作では、シーワールドに似た海洋レジャー・センターは、当初の設定より自由度の高い施設へと変更されている。
なお、前作に登場したタンク・ギャングは本作でも活躍させる予定だったが、ドリーとの話がそれるという理由でカットされた（監督本人もカットして後悔したと語っている）。

## 興行成績

### 北米
2016年6月17日、北米4305館で公開が開始された。公開3日間（6月17 - 20日）で興行収入1億3620万ドルを突破した。アニメーション映画としては、『シュレック3』の1億2160万ドルを抜き、史上最高のオープニング成績となった（実写映画を含めると18位）。
9月2日時点で、北米における興行収入は4億7976万5302ドルとなっており、これは同作品の全世界興行収入の51.5%を占める。
最終的に、4億8629万4950ドルという驚異的な興行収入を記録し、アニメーション映画史上最もヒットした作品となった。

### 日本
2016年7月16日、全国360館511スクリーンで公開が開始された。字幕版は2Dのみ、日本語吹替版は2Dおよび3Dでの上映となった。公開初週の全国週末興行成績（7月16 - 17日）は、動員数57万1000人、興行収入7億4556万円で首位に立った。また、7月16 - 18日の連休3日間では、動員数92万1766人、興行収入11億7418万4200円を記録した。
公開2週目以降も、2位（7月23 - 24日）→2位（7月30 - 31日）→2位（8月6 - 7日）→3位（8月13 - 14日）→5位（8月20 - 21日）→6位（8月27 - 28日）と、夏休みに合わせて多数の映画が公開される中でも堅調な興行成績を維持し、10位以内にとどまり続けている。
公開4週目で興行収入40億円、累計動員350万人突破。公開6週目には、興行収入は60億円を突破して動員数も500万人に迫った（8月21日時点で動員数496万1653人、興行収入60億4405万2900円）。
最終的に興収は68億3000万円に及び、2016年夏映画、『君の名は。』『シン・ゴジラ』に次ぐ3番目のヒットとなった。

## 受賞
| 年   | 映画賞                          | 賞                                   | 結果       |
| ---- | ------------------------------- | ------------------------------------ | ---------- |
| 2016 | Hollywood Music in Media Awards | 最優秀オリジナル脚本賞（アニメ作品） | ノミネート |
| 2016 | Teen Choice Awards              | おすすめの夏の映画                   | 受賞       |
| 2016 | Teen Choice Awards              | おすすめの夏の映画スター（女性部門） | 受賞       |
| 2017 | 第44回アニー賞                  | 作品賞                               | 未決定     |
| 2017 | 第70回英国アカデミー賞          | アニメ映画賞                         | 未決定     |
| 2017 | 第28回全米製作者組合賞          | アニメーション映画部門               | 未決定     |
| 2017 | 第15回視覚効果協会賞            | 長編アニメーション映画・視覚効果賞   | 未決定     |

## テレビ放映
| 回数 | 放送局     | 放送枠          | 放送日        | 放送時間      | 放送分数 | 吹替版     | 視聴率 |
| ---- | ---------- | --------------- | ------------- | ------------- | -------- | ---------- | ------ |
| 1    | 日本テレビ | 金曜ロードSHOW! | 2018年6月22日 | 21:00 - 22:54 | 114分    | 劇場公開版 | 8.5%   |

- 視聴率はビデオリサーチ調べ、関東地区・世帯・リアルタイム。